# Enka (Carolina del Norte)
Enka es un área no incorporada ubicada del condado de Buncombe en el estado estadounidense de Carolina del Norte. Se encuentra sobre las rutas de EE. UU. U.S. Route 19, U.S. Route 23 y U.S. Route 74 cerca de la intersección de las autopistas interestatales Interestatal 26, Interestatal 40 y Interestatal 240. Aunque es no constituidas en sociedad, tiene una oficina de correos, con el código postal de 28.728. La Compañía American Enka, fue constituida en 1928, se construyó lo que se convirtió en el mayor fábrica productora de rayón. El nombre de la compañía holandesa de rayón fue Nederlandse Kunstzijdefabriek, y es a partir de la pronunciación fonética de los holandeses inicial letras N y K del nombre de la empresa que "Enka" se deriva. La explicación alternativa que Enka significa "Eerste Nederlandse Kunstzijdefabriek Arnhem" es incorrecta.
En 1929 la compañía comenzó a desarrollar un plan comunitario que incluía casas de los empleados y que se conoce comoVilla de Enka. Enka del pueblo es ahora una comunidad histórica y forma parte de la ciudad de Asheville.

## El futuro de Enka
El 6 de julio de 2010, la ciudad de Asheville comenzó a buscar a una propuesta de Enka Centro, que tendrá unos 14 años en completarse. El Reloj de torre de la antigua fábrica de Estados Unidos Enka sería la pieza central de un centro comercial en la sección noroeste del sitio. Algunas partes de la planta siguen en pie, incluyendo una escuela de Asheville-Buncombe Technical Community College, éstos siguen siendo. Oficinas, almacenes y áreas industriales se localizan en la parte sureste del complejo. La localidad seguiría siendo un espacio abierto, y un  Vía Verde seguiría a lo largo de Hominy Creek.